# ندودک (نیک‌شهر)
ندودک (نیک‌شهر)، روستایی از توابع بخش بنت شهرستان نیک‌شهر در استان سیستان و بلوچستان ایران است.

## جمعیت
این روستا در دهستان دستگرد قرار دارد و براساس سرشماری مرکز آمار ایران در سال ۱۳۸۵، جمعیت آن ۵۳ نفر (۱۱خانوار) بوده‌است.